# Comuna Dealu Morii, Bacău
Dealu Morii (în trecut, Negulești și Blaga) este o comună în județul Bacău, Moldova, România, formată din satele Banca, Bălănești, Blaga, Boboș, Bodeasa, Bostănești, Calapodești, Căuia, Dealu Morii (reședința), Dorofei, Ghionoaia, Grădești, Negulești și Tăvădărești.

## Așezare
Comuna se află în sud-estul județului, la limita cu județul Vrancea, pe malurile Berheciului. Este străbătută de șoseaua județeană DJ241A, care o leagă spre nord de Vultureni, Oncești, Izvoru Berheciului și Secuieni (unde se termină în DN2F) și spre sud în județul Vrancea de Corbița și Tănăsoaia și în județul Galați de Brăhășești și Gohor. La Dealu Morii, acest drum se intersectează cu șoseaua județeană DJ206A, care duce spre vest la Găiceana și spre est la Podu Turcului.

## Demografie
Componența etnică a comunei Dealu Morii
     Români (93,61%)
     Alte etnii (0%)
     Necunoscută (6,39%)
Componența confesională a comunei Dealu Morii
     Ortodocși (93,45%)
     Alte religii (0%)
     Necunoscută (6,55%)
Conform recensământului efectuat în 2021, populația comunei Dealu Morii se ridică la 2.549 de locuitori, în scădere față de recensământul anterior din 2011, când fuseseră înregistrați 2.739 de locuitori. Majoritatea locuitorilor sunt români (93,61%), iar pentru 6,39% nu se cunoaște apartenența etnică. Din punct de vedere confesional, majoritatea locuitorilor sunt ortodocși (93,45%), iar pentru 6,55% nu se cunoaște apartenența confesională.

## Politică și administrație
Comuna Dealu Morii este administrată de un primar și un consiliu local compus din 11 consilieri. Primarul, Gabriel Savin[*], de la Partidul Social Democrat, este în funcție din 2016. Începând cu alegerile locale din 2024, consiliul local are următoarea componență pe partide politice:
|  | Partid                          | Consilieri | Componența Consiliului | Componența Consiliului | Componența Consiliului | Componența Consiliului | Componența Consiliului | Componența Consiliului | Componența Consiliului | Componența Consiliului |
|  | ------------------------------- | ---------- | ---------------------- | ---------------------- | ---------------------- | ---------------------- | ---------------------- | ---------------------- | ---------------------- | ---------------------- |
|  | Partidul Social Democrat        | 8          |                        |                        |                        |                        |                        |                        |                        |                        |
|  | Partidul Național Liberal       | 2          |                        |                        |                        |                        |                        |                        |                        |                        |
|  | Alianța pentru Unirea Românilor | 1          |                        |                        |                        |                        |                        |                        |                        |                        |

## Istorie
La sfârșitul secolului al XIX-lea, comuna purta numele de Negulești, făcea parte din plasa Berheci a județului Tecuci, și era formată din satele Blaga, Căuia de Jos, Căuia de Sus, Lărgășeni, Măldărești, Negulești și Răspochi, având în total 1314 locuitori. În comună existau o școală cu 32 de elevi deschisă în 1868, o moară de apă pe pârâul Certieni și patru biserici (la Blaga, Lărgășeni, Măldărești și Răspochi). În aceeași alcătuire este consemnată comuna de Anuarul Socec din 1925, având atunci 1945 de locuitori, și reședința în satul Blaga, și făcând parte din plasa Găiceana a aceluiași județ. În 1931, satul Lărgășeni a fost transferat comunei vecine Corbița, în comuna Negulești apărând între timp și satele Căpotești, Dumbrava și Hazu-Moara Dediului.
În 1950, comuna, care a luat și ea numele de Blaga după satul ei de reședință, a fost transferată raionului Răchitoasa din regiunea Bârlad și apoi (după 1956) raionului Adjud din regiunea Bacău. În 1964, satul Răspochi a luat numele de Livezile. În 1968, comuna Blaga a fost transferată la județul Bacău și a fost unită cu comuna Tăvădărești (desprinsă anterior din comuna Vultureni, aflată la nord). Comuna a luat numele de la noua reședință, satul Dealu Morii, format atunci prin contopirea satelor Hazu și Meleșcani în jurul unui nucleu cu o evoluție recentă. Tot atunci, satul Vultureni (din comuna Tăvădărești) a luat numele de Calapodești pentru a fi diferențiat de reședința comunei vecine; satele Livezile, Căuia de Jos și Căuia de Sus au fost contopite sub un nou sat denumit Căuia; iar satele Dumbrava și Măldărești au fost comasate cu satul Negulești.

## Monumente istorice
Trei obiective din comuna Dealu Morii sunt incluse în lista monumentelor istorice din județul Bacău ca monumente de interes local, toate fiind clasificate ca situri arheologice. Situl din punctul Spătărești aflat la marginea de nord a satului Blaga cuprinde urmele unei așezări din Epoca Bronzului târziu (cultura Noua); așezarea de pe panta dealului „Gura Ghionoaiei” de lângă satul Ghionoaia cuprinde o așezare romană (secolul al III-lea e.n.), una din perioada Halstatt și una din Epoca Bronzului (cultura Monteoru); în fine, situl din punctul „Bălăneasa”, aflat la 1 km vest de satul Tăvădărești cuprinde vestigii din secolele al XVI-lea–al XVII-lea.